# Hondspeterselie
Hondspeterselie (Aethusa cynapium) is een plant uit de schermbloemenfamilie (Umbelliferae of Apiaceae). De toevoeging 'hond' aan peterselie heeft dezelfde functie als bij hondenweer. Hondspeterselie is dus slechte of kwade peterselie. De plant komt voor langs wegkanten, in moestuinen en akkers. Ze hebben dubbel of drievoudig geveerde, glanzende bladeren. Gewoonlijk bereiken de planten een hoogte van circa 1,2 m, maar vaak zijn ze kleiner.
Let op: hondspeterselie is geen peterseliesoort (Petroselinum). De plant is giftig.
Hondspeterselie bloeit van juni tot oktober met witte, 2 mm grote bloemen. De bloemen vormen schermen van 2–6 cm doorsnede. Er wordt een omwindseltje gevormd door lange, lijnvormige, hangende schutblaadjes aan de voet van een schermpje.
De plant heeft eivormige, geribde vruchtjes zonder stekels.
De bladeren zijn twee- tot drievoudig geveerd. De deelblaadjes zijn veerspletig. De bladsteel is breed en is voorzien van een schede.